# 韓陽 (明朝)
韓陽（14世紀—15世紀），字伯陽，浙江紹興府山陰縣人，明朝政治人物。

## 生平
韓陽是永樂十五年（1417年）丁酉科舉人，授松江訓導，改任蘇州訓導，教育士子有聲譽，分考江西鄉試取錄皆為名士，轉為丹陽教諭，正統二年（1437年）在太常寺卿姚友直推薦下擢官南京監察御史，曾彈劾同僚王復和宦官袁誠不軌事置於法，禮部尚書楊溥推薦他學行可為一方師表，九年（1444年）外轉湖廣按察司督學僉事，景泰元年（1450年）改調江西按察司僉事，三年（1452年）陞江西按察司副使，七年（1456年）再陞廣東左布政使，天順元年（1457年）即使進表以患病請求致仕。他個性孝順，於母親生病時嘗糞，晚年在家著述，寫下《思菴稿》二十卷。

## 引用
1. 1 2  嘉慶《山陰縣志·卷十四·鄉賢二》：韓陽，字伯陽，起家鄉貢，司訓蘇松二郡教士有法，轉丹陽教諭，用太常卿姚友直薦拜南京監察御史，劾同官王復及內官袁誠不軌事置於法，禮部尚書楊溥薦陽學行可師表一方，授湖廣督學僉事，累擢江西按察副使、廣東左布政使，尋請致仕。陽有至性，母病至為嘗糞，然氣剛急少容，晚歲家居著述，有《思菴稿》二十卷。 以上府志
2. ↑  《明英宗睿皇帝實錄·卷二十六》：（正統二年正月）壬寅擢行在太常寺等衙門博士方勉，評事張哲、侯爵，行人楊永，序班孫睿、張鏞、趙倫，斷事張文昌，知事康榮，照磨張禮，判官胡信，縣丞鄺傑，教授上官民瞻，教諭韓陽、鄭顒，訓導鄭觀、曹泰、成規、齊韶、王巍、陸儔、唐震俱為監察御史。
3. ↑  《明英宗睿皇帝實錄·卷一百二十四》：（正統九年十二月）丁巳陞……監察御史邢端為湖廣副使，韓陽為僉事提調學校……
4. ↑  《明英宗睿皇帝實錄·卷一百九十九·廢帝郕戾王附錄第十七》：（景泰元年十二月）壬申……調湖廣僉事韓陽於江西……
5. ↑  《明英宗睿皇帝實錄·卷二百二十一·廢帝郕戾王附錄第三十九》：（景泰三年閏九月）丙戌陞……僉事韓陽為按察司副使。
6. ↑  《明英宗睿皇帝實錄·卷二百七十二·廢帝邸戾王附錄第九十》：（景泰七年十一月）乙未陞江西按察司副使韓陽為廣東布政司左布政使。
7. ↑  《明英宗睿皇帝實錄·卷二百八十四》：（天順元年十一月甲申）廣東左布政使韓陽進表至京以疾乞致仕，從之。
8. ↑  光緒《蘇州府志·卷七十三·名宦六》：韓陽，字伯陽，山陰人，永樂丁酉以春秋魁省試，初授松江府學訓導，調蘇州，其教士有成業，譽望日起，江西鄉試所錄皆名士，尋轉丹陽教諭，召拜御史，官至廣東左布政使。 《蘇學景賢錄》